# Cryptochetum pariceryae
Cryptochetum pariceryae är en tvåvingeart som beskrevs av Thorpe 1941. Cryptochetum pariceryae ingår i släktet Cryptochetum och familjen Cryptochetidae.
Artens utbredningsområde är Uganda. Inga underarter finns listade i Catalogue of Life.